# 낸시 설리반
낸시 설리반(Nancy Sullivan, 1969년 10월 17일 ~ )는 미국의 배우, TV 프로그램 진행자, 시나리오 작가다.
유타주에서 태어났다.

## 방송
- 드레이크 앤 조쉬 시즌4
- 드레이크 앤 조쉬 시즌3
- 드레이크 앤 조쉬 시즌2
- 드레이크 앤 조쉬

## 영화
- 드레이크 앤 조쉬 시즌4 (2007년)
- 드레이크 앤 조쉬 시즌3 (2006년)
- 드레이크 앤 조쉬 시즌2 (2004년)
- 드레이크와 조시 (2004년) - 오드리 파커-니콜스 역
- 머니맨 (1993년)